# Aeropuerto Internacional de Gabès-Matmata
El Aeropuerto Internacional de Gabès – Matmata (en francés Aéroport International de Gabés - Matmata) (IATA: GAE, OACI: DTTG) es un aeropuerto ubicado en Gabès en Túnez.

## Aerolíneas y destinos
| Aerolíneas | Destinos    |
| ---------- | ----------- |
| SevenAir   | Sfax, Túnez |